# Муджаддид
Муджа́ддид (араб. مجدد‎ — реформатор, обновитель, возродитель) — обновитель шариата. Одним словом, мудждаддид — это ученый муджтахид, факих, т. е. тот, кто обладает возможностями дать шариатские решения на вопросы современности. Согласно хадису пророка Мухаммада, каждые сто лет среди мусульман будут появляться люди, которые будут возрождать ислам. К муджаддидам были причислены: Умар ибн Абдул-Азиз, имам Малик, имам аш-Шафии, Ахмад ибн Ханбаль, и другие.

## В Сунне
В одном хадисе от пророка Мухаммада говорится:
«Поистине, Аллах будет посылать для этой общины (т.е мусульманам) каждые столетии мудждаддида (ученого муджтахида) который будет обновлять для них их религию!» Абу Дауд 4291, аль-Хаким 4/522, ат-Табарани 6527.
В некоторых хадисах говорится о том, что муджаддиды должны быть из семейства пророка, а в других хадисах говорится, что муджаддидов будет много.
Исламское богословие под возрождением (реформатством) понимает исламскую проповедь времён пророка Мухаммеда без нововведений, основанную исключительно на Коране и Сунне. Согласно исламской догматике после смерти пророков, все религии на протяжении времени приходили в упадок и нуждались в возрождении. После смерти последнего пророка среди мусульман появлялись люди, которые возвращались к истокам и боролись с нововведениями. Этих людей называли муджаддидами.
В отличие от пророков, которые получали непосредственное откровение от Аллаха, муджаддиды действуют в пределах существующей религии, возрождая традиции пророков.
Муджаддид может на протяжении всей своей жизни не знать о своей миссии. Оценку деятельности муджаддида дают уже последующие поколения.

## Список потенциальных муджаддидов
Ниже представлен список потенциальных муджаддидов по мнению мусульманских богословов:
| Имя                                 | Годы жизни | Примечание                                                         |
| ----------------------------------- | ---------- | ------------------------------------------------------------------ |
| I век (до 3 августа 718 года)       |            |                                                                    |
| Абу Хафс Умар ибн Абдул-Азиз        | 682- 720   | омейядский халиф, правивший в 717—720                              |
| II век (до 10 августа 815 года)     |            |                                                                    |
| Абу Абдуллах Мухаммад аш-Шафии      | 767- 820   | правовед, эпоним шафиитского мазхаба                               |
| III век (до 17 августа 912 года)    |            |                                                                    |
| Абу-ль-Хасан Али аль-Ашари          | 874- 935   | основатель ашаритской школ калама                                  |
| IV век (до 24 августа 1009 года)    |            |                                                                    |
| Абу Бакр Мухаммад аль-Бакилляни     | 950- 1013  | представитель ашаритской школы калама                              |
| Ибн Хазм                            | 994- 1064  | представитель захиритского мазхаба, историк                        |
| аль-Хаким ан-Найсабури              | 950- 1013  | хадисовед                                                          |
| V век (до 1 сентября 1106 года)     |            |                                                                    |
| Абу Хамид Мухаммад аль-Газали       | 1058- 1111 | богослов, мыслитель                                                |
| VI век (до 9 сентября 1203 года)    |            |                                                                    |
| Фахруддин Мухаммад ар-Рази          | 1149- 1210 | представитель ашаритской школы калама                              |
| VII век (до 2 сентября 1300 года)   |            |                                                                    |
| Ибн Дакик аль-Ид                    | 1228- 1302 | правовед шафиитского мазхаба, хадисовед                            |
| Ибн Таймия                          | 1263- 1328 | правовед ханбалитского мазхаба                                     |
| VIII век (до 23 сентября 1397 года) |            |                                                                    |
| Ибн Хаджар аль-Аскаляни             | 1372- 1448 | хадисовед, историк, правовед шафиитского мазхаба                   |
| IX век (до 1 октября 1494 года)     |            |                                                                    |
| Джалалуддин ас-Суюти                | 1445- 1505 | хадисовед, толкователь Корана, правовед шафиитского мазхаба        |
| X век (до 19 октября 1591 года)     |            |                                                                    |
| Шамсу-д-дин ар-Рамли                | 1513- 1595 | правовед шафиитского мазхаба                                       |
| Хайруддин ар-Рамли                  | 1585- 1671 | правовед ханафитского мазхаба                                      |
| XI век (26 октября 1688 года)       |            |                                                                    |
| Ахмад Сирхинди (имам Раббани)       | 1564- 1624 | правовед ханафитского мазхаба                                      |
| Абдуллах аль-Хаддад                 | 1634- 1720 | представитель ашаритской школы калам, правовед шафиитского мазхаба |